# Kalehe (territoire)
Kalehe est un territoire du Sud-Kivu en république démocratique du Congo. Son chef-lieu est la localité de Kalehe.
Ce territoire se situe au nord de la ville de Bukavu.
Le territoire de Kalehe est subdivisé en deux chefferies : Buloho et Buhavu. La chefferie buhavu qui est située le long du lac Kivu, est la plus peuplée de Kalehe. Ses populations sont bantoues et leur langue commune est le kihavu.
Le Buhavu est dirigé par un clan appelé Bahande. Parmi les chefs de ce clan nous avons:
- Kamirogosa Ntale de Kalehe
- Chirimwami Remmy de Makengere
- Nyangezi Mugugu de Ruhunde Bubale
- Sangara de Buzi
- Kabidu de Minova
- Ntambuka d'Ijwi sud
- Rubenga d'Ijwi Nord.

## Géographie
Le territoire de Kalehe, situé dans la province du Sud-Kivu au nord de la ville de Bukavu, couvre une vaste superficie encore à préciser. Il constitue l’une des sept circonscriptions administratives de la chefferie de Buhavu. Sa population est estimée à 112 816 habitants. Le territoire s’étend entre les latitudes 1°45’ et 2°10’ Sud et les longitudes 23°40’ et 29° Est. Il est composé de dix localités : Bushushu, Cibanda, Cibanja, Ihoka, Iko, Munanira, Kasheke, Ishovu, Tchofi et Muhongoza. 

### Délimitation
Kalehe est limité : 
- Au Nord : le groupement Mbinga Nord,
- Au Sud : la province du Maniema,
- À l’Est : le lac Kivu,
- À l’Ouest : le groupement d’Irhambi Katana,

## Histoire
En mai 2023, plusieurs centaines d'habitants du territoire meurent dans des inondations et les glissements de terrain et coulées de boue qui s'ensuivent. Une semaine après les inondations, le bilan officiel est de 411 morts, mais environ 5 000 personnes sont toujours portées disparues. À Nyamukubi, l'inondation se produit le jour du marché, où de nombreuses personnes sont présentes. Les corps sont emportés par les inondations dans le lac Kivu. La zone de Bushushu est aussi très touchée. Les deux villes sont largement détruites,,.